# Gianni Faresin
Gianni Faresin (Marostica, 16 luglio 1965) è un dirigente sportivo ed ex ciclista su strada italiano.
Professionista dal 1988 al 2004, conta una vittoria al Giro di Lombardia e un titolo italiano in linea.

## Carriera
La carriera di Gianni Faresin tra i professionisti inizia nel 1988 con la Malvor. In quella stagione corre anche il Giro d'Italia, famoso per la tappa del Passo Gavia corsa in un clima da tregenda.
Si propone come un corridore da corse di un giorno, forte in salita ma non dotato di uno spunto irresistibile in volata: nel 1991 vince il Gran Premio Industria e Artigianato (che rivincerà anche nel 1992 e 1997) e il Gran Premio Città di Camaiore.
Nel 1995 arriva la vittoria più importante della sua carriera: vince a sorpresa il Giro di Lombardia staccando Daniele Nardello e Michele Bartoli e arrivando solo a Bergamo.
Nel 1997 vince, nella calura di Larciano, il Campionato italiano. Nel 2001 l'ultima vittoria al Trofeo Matteotti. Per 12 anni è stato anche selezionato nella Nazionale per i Mondiali di ciclismo su strada correndone ben dieci, spesso con il ruolo di "regista in corsa".
Nel 2004 si è ritirato dal ciclismo. In seguito è entrato nello staff tecnico della sua ultima squadra, la tedesca Gerolsteiner, quella del suo capitano Davide Rebellin. Dal 2007 al 2019 è invece direttore sportivo del team dilettantistico Zalf-Euromobil-Désirée-Fior, affiancando Luciano Rui. Nel 2020 è nello staff tecnica del neonato team Continental Casillo-Petroli Firenze-Hopplà; rientra alla Zalf nel 2021.

## Palmarès
- 1982 (Juniores)  Giro di Basilicata
- 1987 (Dilettanti)

Giro del Veneto e delle Dolomiti
- 1991 (ZG Mobili-Bottecchia, due vittorie)

Gran Premio Industria e Artigianato
Gran Premio Città di Camaiore
- 1992 (ZG Mobili-Selle Italia, due vittorie)

Gran Premio Industria e Artigianato
3ª prova Trofeo dello Scalatore
- 1994 (Lampre-Panaria, tre vittorie)

3ª tappa Giro del Trentino (Dimaro > Daone)
- 1995 (Lampre-Panaria, tre vittorie)

3ª tappa Hofbrau Cup (Ludwigsburg > Ludwigsburg)
Classifica generale Hofbrau Cup
Giro di Lombardia
- 1996 (Panaria-Vinavil, una vittoria)

3ª tappa Giro del Trentino (Merano > Fiera di Primiero)
- 1997 (Mapei-GB, una vittoria)

Gran Premio Industria e Artigianato (valido come Campionato italiano, prova in linea)
- 2000 (Mapei-Quick Step, una vittoria)

Luk-Cup Bühl
- 2001 (Mapei-Quick Step, una vittoria)

Trofeo Matteotti

### Altri successi
- 1994 (Lampre-Panaria)

2ª prova Gran Premio Sanson (Cordignano)

## Piazzamenti

### Grandi Giri
- Giro d'Italia

1988: 50º
1990: 44º
1991: 17º
1992: 13º
1993: 23º
1994: 31º
1995: 42º
1996: 19º
1997: 28º
1998: 6º
2001: 19º
2002: 21º
2003: 17º
2004: non partito (10ª tappa)
- Tour de France

1993: 11º
1994: non partito (12ª tappa)
1999: 23º
- Vuelta a España

1989: 50º
1997: 9º
1999: 25º
2000: 20º

### Classiche monumento
- Milano-Sanremo

1992: 160º
1996: 136º
2002: 56º
- Giro delle Fiandre

1992: 68º
- Liegi-Bastogne-Liegi

1992: 32º
1995: 30º
1998: 32º
1999: 36º
2002: 47º
2003: 14º
2004: 34º
- Giro di Lombardia

1988: 32º
1990: 20º
1993: 21º
1994: 15º
1995: vincitore
1996: 31º
1997: 29º
1999: 47º
2000: 21º
2001: 39º
2002: ritirato
2003: 61º
2004: ritirato

### Competizioni mondiali
- Campionati del mondo

Oslo 1993 - In linea: 30º
Agrigento 1994 - In linea: ritirato
Duitama 1995 - In linea: ritirato
Lugano 1996 - In linea: 23º
San Sebastián 1997 - In linea: 46º
Valkenburg 1998 - In linea: 47º
Verona 1999 - In linea: 30º
Plouay 2000 - In linea: 28º
Lisbona 2001 - In linea: 34º